# Commissione per le petizioni del Parlamento europeo
La commissione per le petizioni (PETI) è una commissione permanente del Parlamento europeo.
La commissione è competente per la trattazione delle petizioni al Parlamento europeo. La commissione verifica ricevibilità formale e sostanziale delle petizioni. Se ricevibile chiede informazioni e pareri alla Commissione europea o ad altre commissioni parlamentari, e se necessario organizza audizioni e missioni. Tiene quindi una riunione a cui partecipano il firmatario e la Commissione europea. Ogni anno vengono presentate circa 1500 petizioni.
Nell'ambito dell'iniziativa dei cittadini europei inoltre la commissione PETI è automaticamente associata alla commissione competente per il merito nell'organizzazione dell'audizione pubblica successiva alla raccolta delle firme e alla decisione della Commissione europea di accogliere la proposta. È inoltre competente per i rapporti con il Mediatore europeo (l'ombudsman o difensore civico dell'Unione europea).

## Competenze
In base al regolamento del Parlamento europeo la commissione per le petizioni è la:
1. le petizioni;
2. l'organizzazione di audizioni pubbliche relative alle iniziative dei cittadini ai sensi dell'articolo 211;
3. le relazioni con il Mediatore europeo.»

(Regolamento del Parlamento europeo, Allegato V: Attribuzioni delle commissioni parlamentari permanenti, art. XX.)

## Presidenti
| Periodo   | Presidente        | Gruppo | Nazionalità |
| --------- | ----------------- | ------ | ----------- |
| 1989–1992 | Viviane Reding    | PPE    | Lussemburgo |
| ...       | ...               | ..     | .           |
| 1999–2004 | Vitaliano Gemelli | PPE-DE | Italia      |
| 2004–2009 | Marcin Libicki    | UEN    | Polonia     |
| 2009–2014 | Erminia Mazzoni   | PPE    | Italia      |
| 2014–2019 | Cecilia Wikström  | ALDE   | Svezia      |
| 2019-2024 | Dolors Montserrat | PPE    | Spagna      |
| 2024-     | Bogdan Rzońca     | ECR    | Polonia     |